# 50 mètres dos féminin aux championnats du monde de natation 2023
Cet article traite de l'épreuve féminine. Pour la compétition masculine, voir 50 mètres dos masculin aux championnats du monde de natation 2023.
Le 50 mètres dos féminin est une épreuve de natation sportive des championnats du monde de natation 2023. Elle a lieu les 26 et 27 juillet 2023 à Fukuoka au Japon.

## Records
Avant cette compétition, les records dans cette discipline étaient :
| Record du monde       | 26 s 98 | Liu Xiang | 21 août 2018    | Jakarta, Indonésie |
| Record du championnat | 27 s 06 | Zhao Jing | 30 juillet 2009 | Rome, Italie       |

## Résultats détaillés
Les 16 meilleurs temps se qualifient pour les demi-finales (Q), puis les 8 meilleurs demi-finalistes passent en finale (F).

### Séries
| Rang | Série | Ligne | Nageuse                 | Pays                   | Temps   | Commentaire     |
| ---- | ----- | ----- | ----------------------- | ---------------------- | ------- | --------------- |
| 1    | 6     | 4     | Regan Smith             | États-Unis             | 27 s 31 | Q               |
| 2    | 5     | 4     | Kylie Masse             | Canada                 | 27 s 48 | Q               |
| 3    | 7     | 4     | Katharine Berkoff       | États-Unis             | 27 s 56 | Q               |
| 4    | 6     | 5     | Kaylee McKeown          | Australie              | 27 s 60 | Q               |
| 5    | 7     | 2     | Mary-Ambre Moluh        | France                 | 27 s 69 | Q               |
| 6    | 5     | 5     | Ingrid Wilm             | Canada                 | 27 s 75 | Q               |
| 7    | 6     | 3     | Wan Letian              | Chine                  | 27 s 84 | Q               |
| 7    | 7     | 1     | Miki Takahashi          | Japon                  | 27 s 84 | Q               |
| 9    | 6     | 6     | Wang Xueer              | Chine                  | 27 s 89 | Q               |
| 10   | 5     | 3     | Maaike de Waard         | Pays-Bas               | 27 s 91 | Q               |
| 11   | 7     | 6     | Lauren Cox              | Grande-Bretagne        | 27 s 98 | Q               |
| 12   | 7     | 5     | Analia Pigrée           | France                 | 28 s 01 | Q               |
| 13   | 5     | 1     | Danielle Hill           | Irlande                | 28 s 03 | Q               |
| 14   | 6     | 2     | Simona Kubová           | Tchéquie               | 28 s 14 | Q               |
| 15   | 6     | 7     | Theodóra Drákou         | Grèce                  | 28 s 20 | Q               |
| 16   | 5     | 9     | Andrea Berrino          | Argentine              | 28 s 24 | Q               |
| 17   | 5     | 8     | Lora Komoróczy          | Hongrie                | 28 s 29 |                 |
| 18   | 7     | 7     | Adela Piskorska         | Pologne                | 28 s 35 |                 |
| 19   | 5     | 0     | Lee Eun-ji              | Corée du Sud           | 28 s 40 |                 |
| 19   | 6     | 1     | Paulina Peda            | Pologne                | 28 s 40 |                 |
| 21   | 5     | 6     | Kira Toussaint          | Pays-Bas               | 28 s 41 |                 |
| 22   | 6     | 0     | Louise Hansson          | Suède                  | 28 s 42 |                 |
| 23   | 6     | 8     | Costanza Cocconcelli    | Italie                 | 28 s 51 |                 |
| 24   | 7     | 9     | Carmen Weiler Sastre    | Espagne                | 28 s 59 |                 |
| 25   | 7     | 0     | Margherita Panziera     | Italie                 | 28 s 61 |                 |
| 26   | 4     | 4     | Ingeborg Løyning        | Norvège                | 28 s 62 |                 |
| 27   | 6     | 9     | Stephanie Au            | Hong Kong              | 28 s 63 |                 |
| 28   | 4     | 2     | Camila Rebelo           | Portugal               | 28 s 65 |                 |
| 29   | 5     | 7     | Roos Vanotterdijk       | Belgique               | 28 s 69 |                 |
| 30   | 7     | 8     | Julie Kepp Jensen       | Danemark               | 28 s 77 |                 |
| 31   | 4     | 7     | Emma Harvey             | Bermudes               | 28 s 79 |                 |
| 32   | 4     | 6     | Tayde Sansores          | Mexique                | 28 s 91 |                 |
| 33   | 4     | 5     | Nina Kost               | Suisse                 | 29 s 00 |                 |
| 34   | 4     | 3     | Julia Góes              | Brésil                 | 29 s 09 |                 |
| 35   | 4     | 0     | Xeniya Ignatova         | Kazakhstan             | 29 s 25 |                 |
| 36   | 3     | 4     | Wu Yiwen                | Taipei chinois         | 29 s 28 |                 |
| 37   | 4     | 8     | Milla Drakopoulos       | Afrique du Sud         | 29 s 31 |                 |
| 38   | 4     | 1     | Saovanee Boonamphai     | Thaïlande              | 29 s 46 |                 |
| 39   | 3     | 2     | Elisabeth Erlendsdóttir | Îles Féroé             | 29 s 94 |                 |
| 40   | 4     | 9     | Abril Aunchayna         | Uruguay                | 30 s 04 |                 |
| 41   | 3     | 5     | Alexia Sotomayor        | Pérou                  | 30 s 12 |                 |
| 42   | 2     | 9     | Mia Phiri               | Zambie                 | 30 s 17 | Record national |
| 43   | 3     | 6     | Donata Katai            | Zimbabwe               | 30 s 21 |                 |
| 44   | 3     | 3     | Mia Blazhevska Eminova  | Macédoine du Nord      | 30 s 41 |                 |
| 45   | 3     | 1     | Eda Zeqiri              | Kosovo                 | 30 s 96 |                 |
| 46   | 3     | 7     | Marie Khoury            | Liban                  | 31 s 14 |                 |
| 47   | 1     | 6     | Gaurika Singh           | Népal                  | 31 s 44 |                 |
| 48   | 3     | 8     | Nubia Adjei             | Ghana                  | 31 s 61 |                 |
| 49   | 3     | 0     | Chanchakriya Kheum      | Cambodge               | 31 s 90 |                 |
| 50   | 2     | 4     | Denise Donelli          | Mozambique             | 32 s 39 |                 |
| 51   | 2     | 8     | Idealy Tendrinavalona   | Madagascar             | 32 s 41 |                 |
| 52   | 2     | 7     | Cheang Weng Lam         | Macao                  | 32 s 48 |                 |
| 53   | 3     | 9     | Ariuntamir Enkh-Amgalan | Mongolie               | 32 s 54 |                 |
| 54   | 2     | 0     | Shoko Litulumar         | Îles Mariannes du Nord | 34 s 25 |                 |
| 55   | 1     | 4     | Ria Save                | Tanzanie               | 34 s 71 |                 |
| 56   | 2     | 1     | Kayla Hepler            | Îles Marshall          | 34 s 73 |                 |
| 57   | 2     | 5     | Hamna Ahmed             | Maldives               | 35 s 11 |                 |
| 58   | 2     | 6     | Noelani Malia Day       | Tonga                  | 35 s 37 |                 |
| 59   | 2     | 3     | Nafissath Radji         | Bénin                  | 35 s 40 |                 |
| 60   | 2     | 2     | Tayamika Chang'Anamuno  | Malawi                 | 36 s 03 |                 |
| 61   | 1     | 3     | Rana Saadeldin          | Soudan                 | 36 s 32 | Record national |
| -    | 1     | 5     | Ruth Turay              | Sierra Leone           | Forfait | Forfait         |
| -    | 5     | 2     | Anastasia Gorbenko      | Israël                 | Forfait | Forfait         |
| -    | 7     | 3     | Mollie O'Callaghan      | Australie              | Forfait | Forfait         |

### Demi-finales
| Rang | Série | Ligne | Nageuse           | Pays            | Temps   | Commentaire             |
| ---- | ----- | ----- | ----------------- | --------------- | ------- | ----------------------- |
| 1    | 2     | 4     | Regan Smith       | États-Unis      | 27 s 10 | F, Record des Amériques |
| 2    | 1     | 5     | Kaylee McKeown    | Australie       | 27 s 26 | F                       |
| 3    | 2     | 7     | Lauren Cox        | Grande-Bretagne | 27 s 29 | F                       |
| 4    | 1     | 4     | Kylie Masse       | Canada          | 27 s 49 | F                       |
| 4    | 2     | 5     | Katharine Berkoff | États-Unis      | 27 s 49 | F                       |
| 6    | 1     | 7     | Analia Pigrée     | France          | 27 s 70 | F                       |
| 7    | 1     | 3     | Ingrid Wilm       | Canada          | 27 s 71 | F                       |
| 8    | 2     | 2     | Wang Xueer        | Chine           | 27 s 74 |                         |
| 8    | 2     | 6     | Wan Letian        | Chine           | 27 s 74 |                         |
| 10   | 2     | 3     | Mary-Ambre Moluh  | France          | 27 s 82 |                         |
| 11   | 2     | 8     | Theodóra Drákou   | Grèce           | 27 s 87 |                         |
| 12   | 1     | 2     | Maaike de Waard   | Pays-Bas        | 28 s 03 |                         |
| 13   | 2     | 1     | Danielle Hill     | Irlande         | 28 s 10 |                         |
| 14   | 1     | 6     | Miki Takahashi    | Japon           | 28 s 13 |                         |
| 15   | 1     | 1     | Simona Kubová     | Tchéquie        | 28 s 16 |                         |
| 16   | 1     | 8     | Andrea Berrino    | Argentine       | 28 s 34 |                         |

### Course supplémentaire pour une place en finale
| Rang | Ligne | Nageuse    | Pays  | Temps   | Commentaire |
| ---- | ----- | ---------- | ----- | ------- | ----------- |
| 1    | 4     | Wang Xueer | Chine | 27 s 78 | F           |
| 2    | 5     | Wan Letian | Chine | 27 s 90 |             |

### Finale
| Rang               | Ligne | Nageuse           | Pays            | Temps   | Commentaire      |
| ------------------ | ----- | ----------------- | --------------- | ------- | ---------------- |
| Médaille d'or      | 5     | Kaylee McKeown    | Australie       | 27 s 08 | Record d'Océanie |
| Médaille d'argent  | 4     | Regan Smith       | États-Unis      | 27 s 11 |                  |
| Médaille de bronze | 3     | Lauren Cox        | Grande-Bretagne | 27 s 20 |                  |
| 4                  | 6     | Kylie Masse       | Canada          | 27 s 28 |                  |
| 5                  | 2     | Katharine Berkoff | États-Unis      | 27 s 38 |                  |
| 6                  | 1     | Ingrid Wilm       | Canada          | 27 s 41 |                  |
| 7                  | 8     | Wang Xueer        | Chine           | 27 s 99 |                  |
| 8                  | 7     | Analia Pigrée     | France          | 28 s 04 |                  |